# Diamantsteur

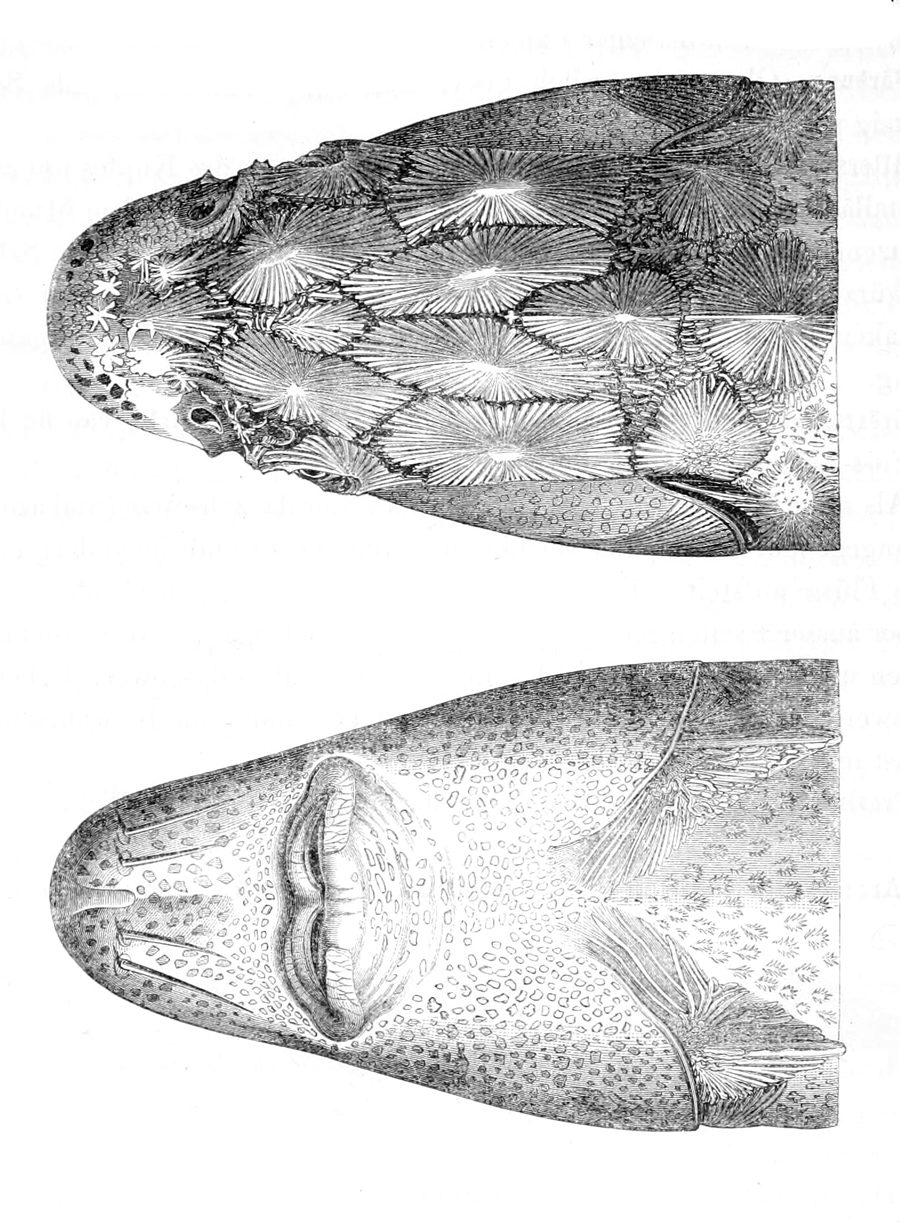
Boven- en onderzijde van de kop

De diamantsteur , Russische steur, ook wel bekend onder de namen Güldenstädt-steur, en Donausteur (Acipenser gueldenstaedtii) is een anadrome vis uit de familie van de steuren (Acipenseridae). De soort komt van nature voor in zoute, brakke en zoete wateren in Eurazië: Zwarte Zee, Zee van Azov en Kaspische Zee en hun rivieren. De diamantsteur is evenals de andere uitheemse steuren in Nederland geïntroduceerd via uitzettingen van tuinvijver- en aquariumliefhebbers en ontsnappingen uit sierviskwekerijen en siervishandels. De soort is niet invasief waardoor de verspreiding in Nederland beperkt is tot enkele exemplaren. De eerste waarneming was in 1993 - 2001.
De diamantsteur kan uitgroeien tot een lengte van 210 cm maar een normale maat is 110 cm. Het heeft een relatief korte en afgeronde snuit met drie paar niet-gerimpelde bekdraden dichter bij het puntje van de snuit dan bij de bek. De rugvin heeft 27 tot 48 zachte stralen en de anale vin 16 tot 35. Het aantal schalen langs de laterale lijn varieert van 21 tot 50. Deze vis kan worden onderscheiden van de gelijkende stersteur door de vorm van zijn snuit, zijn baarddraden en schaalindeling. De bovenzijde is grijsachtig groen, de laterale schubben zijn bleek en de buik is wit.
De soort wordt meestal gevonden bij de bodem in vrij ondiep water op zand of modderig substraat.. Hier voedt het zich met schaaldieren, weekdieren en kleine vissen zoals grondels, ansjovissen en sprot. Het leeft solitair in de zee, maar het zoekt de soortgenoten weer op terwijl het zich stroomopwaarts beweegt in april, mei en juni om te paaien.

## Commercieel gebruik

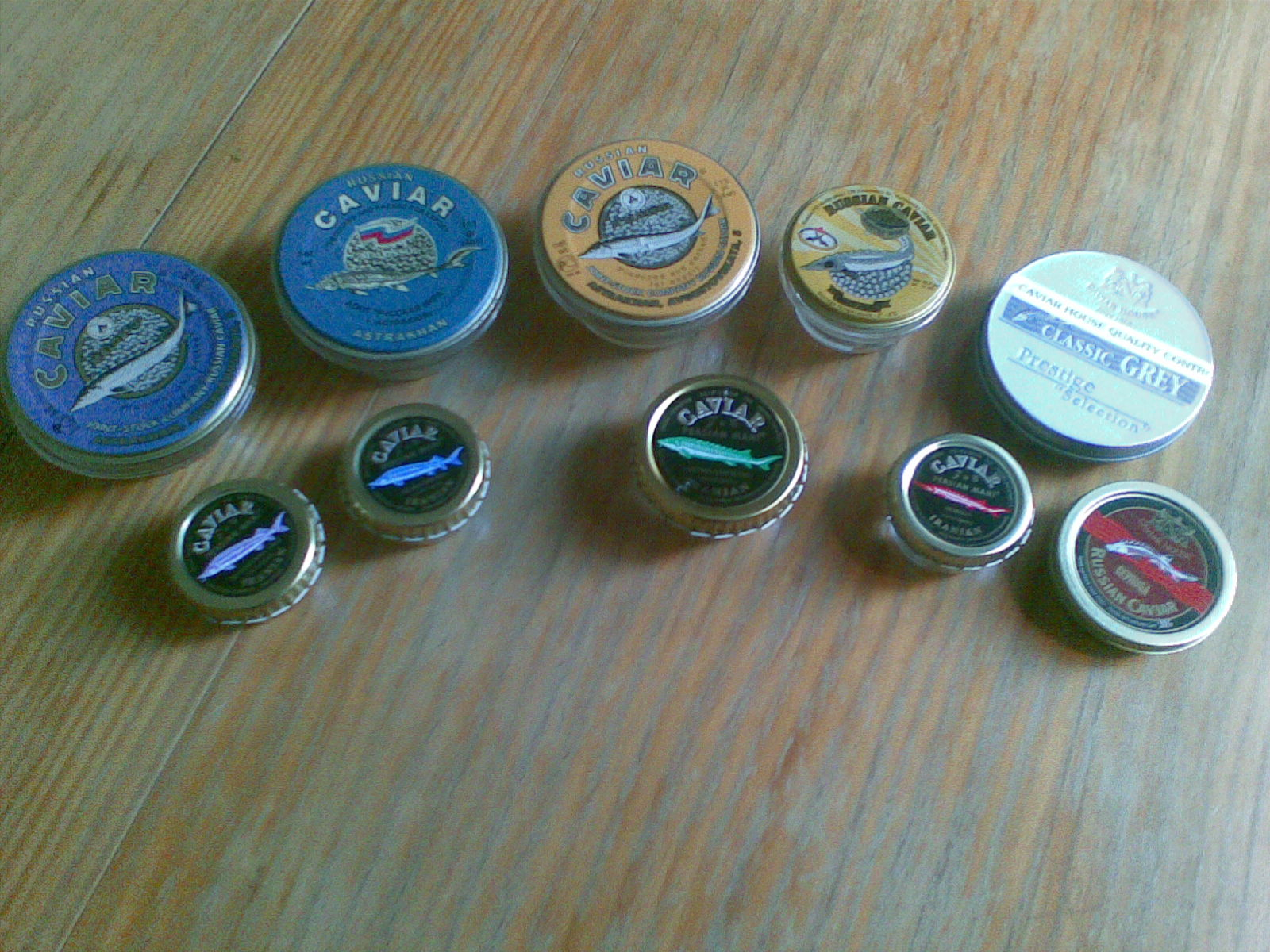
Blikjes kaviaar: links Beluga, midden Osetra en rechts Sevruga

De diamantsteur is een belangrijke commerciële vissoort. Van de eieren wordt de Osetrakaviaar gemaakt. Samen met de kaviaar van de belugasteur en de stersteur een van de drie bekendste soorten kaviaar.

## Afbeeldingen

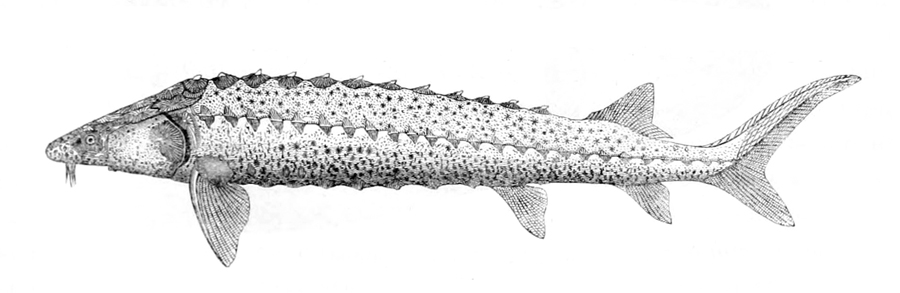
A. guldenstadtii
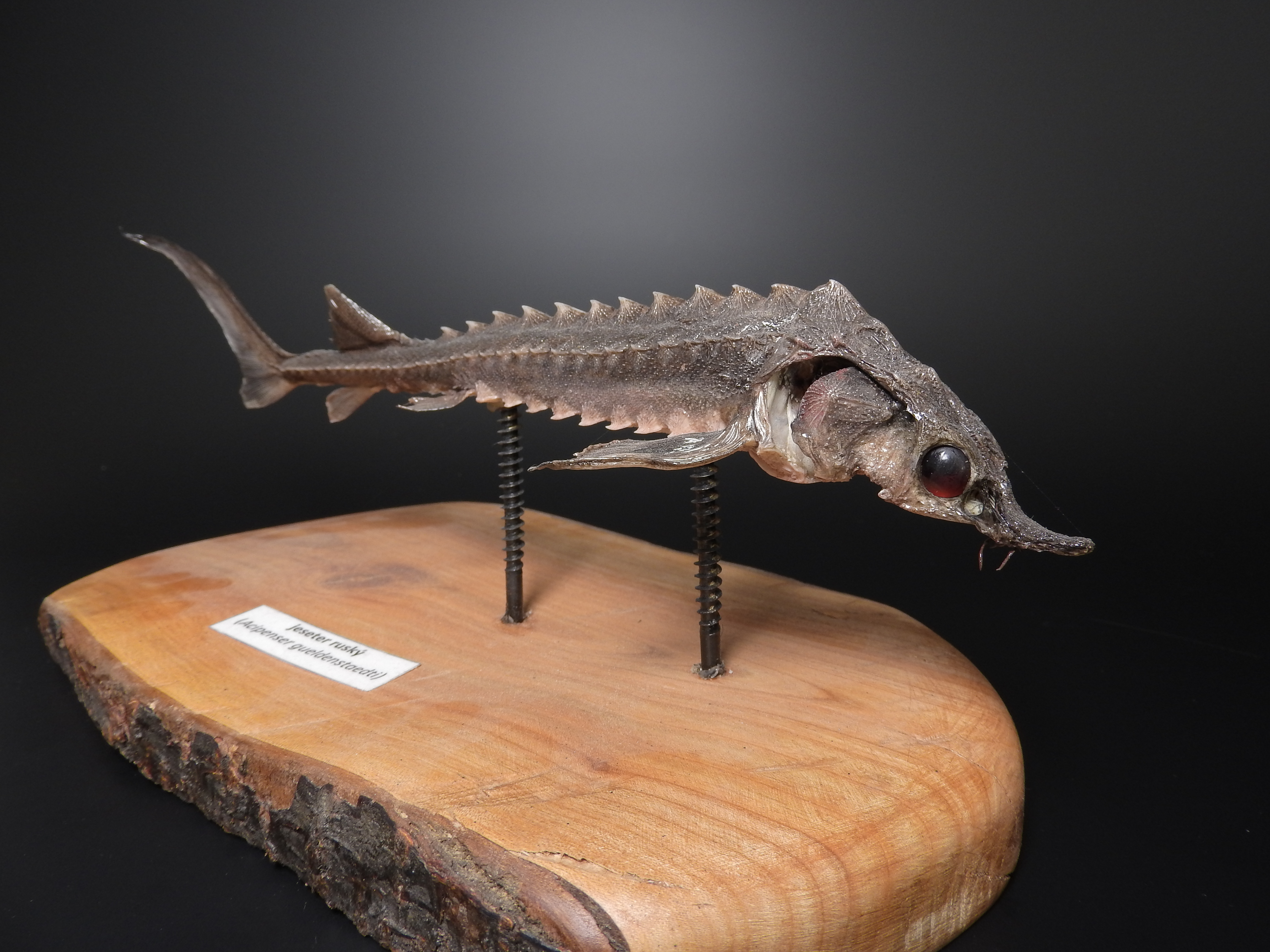
A. gueldenstaedtii
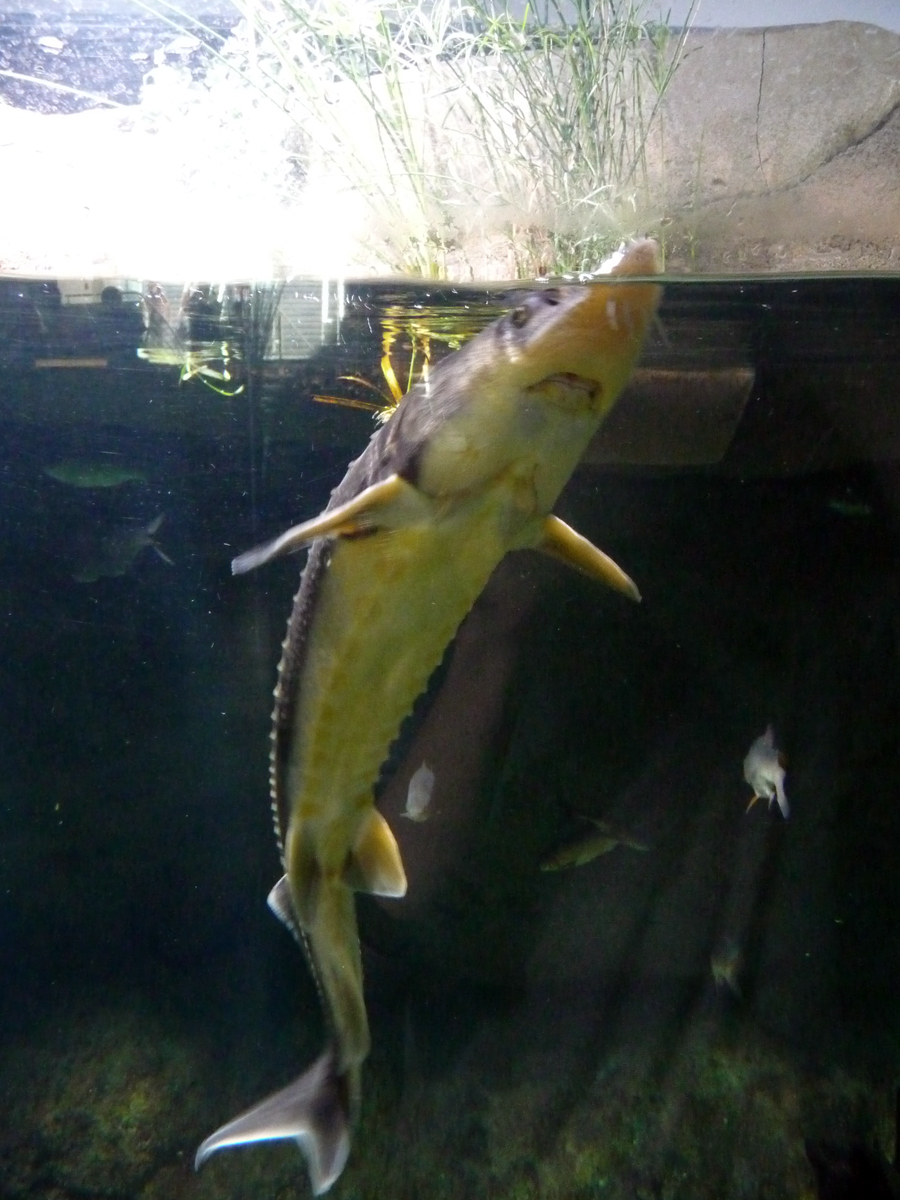
A. gueldenstaedtii
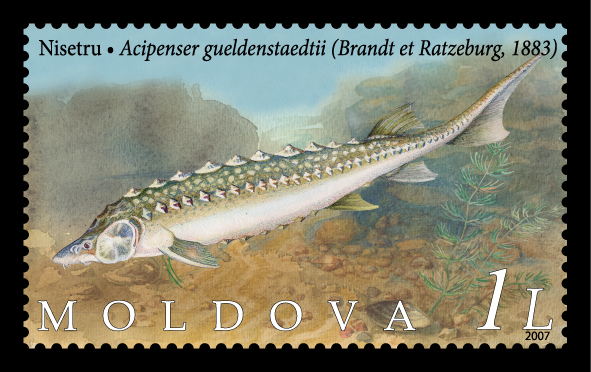
A. gueldenstaedtii op postzegel uit Moldavië
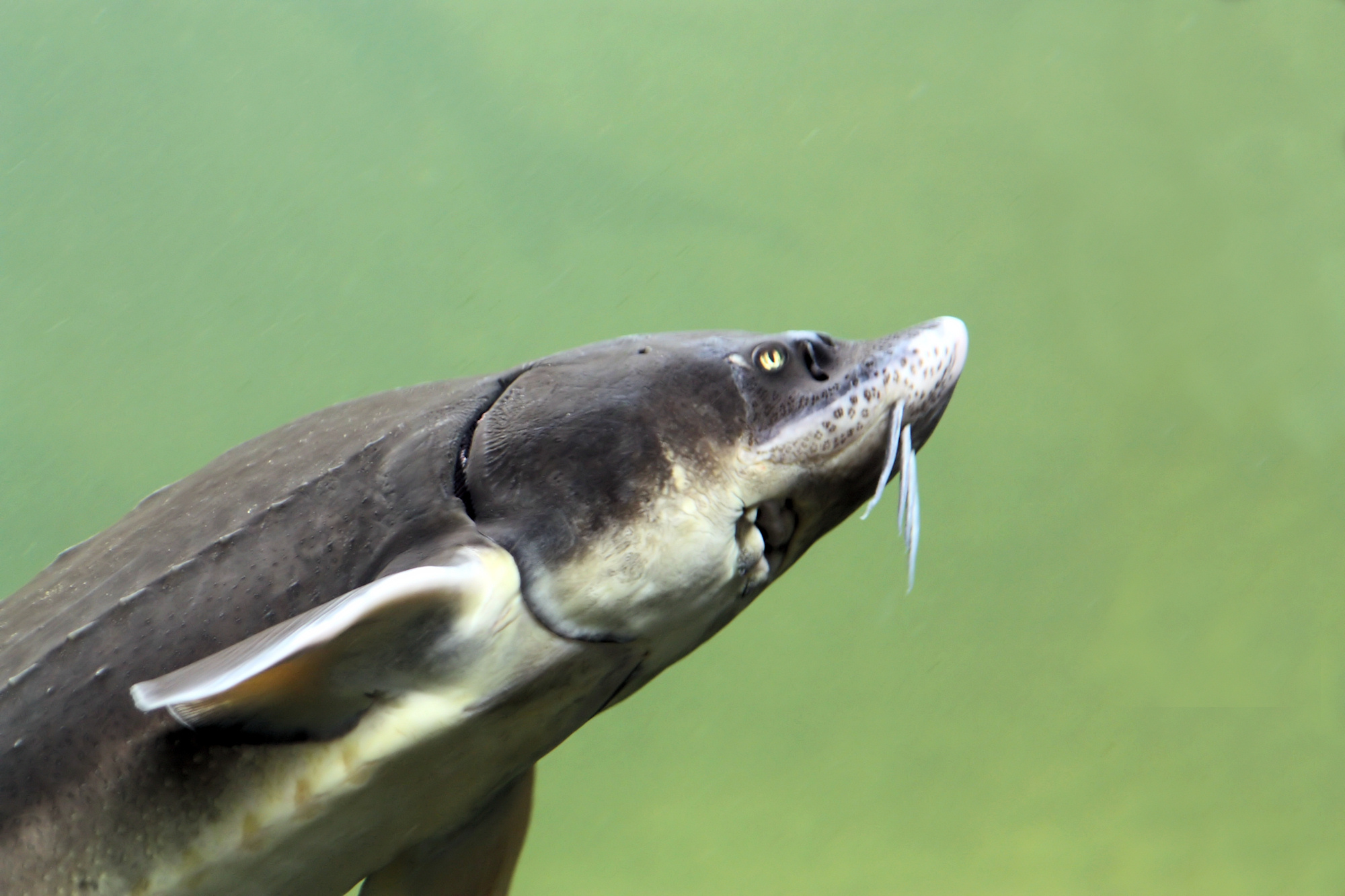
A. gueldenstaedtii
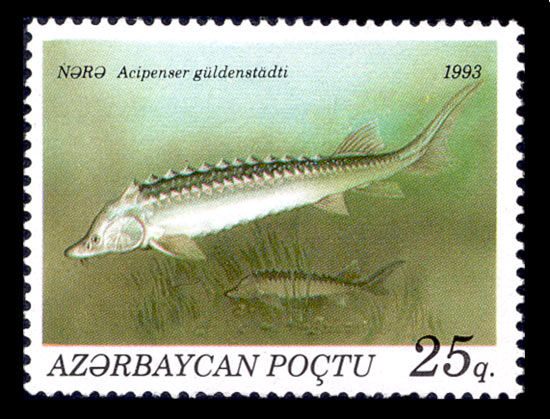
A. gueldenstaedtii op postzegel uit Azerbeidzjan